# Tasiocera caudifera
Tasiocera caudifera är en tvåvingeart som beskrevs av Alexander 1926. Tasiocera caudifera ingår i släktet Tasiocera och familjen småharkrankar. Inga underarter finns listade i Catalogue of Life.